# Tumidifrontia castaneotincta
Tumidifrontia castaneotincta är en fjärilsart som beskrevs av George Francis Hampson 1902. Tumidifrontia castaneotincta ingår i släktet Tumidifrontia och familjen nattflyn. Inga underarter finns listade i Catalogue of Life.